# Bernbeuren
Bernbeuren település Németországban, azon belül Bajorországban. Lakosainak száma 2495 fő (2023. december 31.).

## Népesség
A település népessége az elmúlt években az alábbi módon változott:
| Lakosok száma | 1436 | 2046 | 1670 | 1820 | 2382 | 2399 | 2379 | 2406 | 2471 | 2495 |
|               | 1875 | 1950 | 1975 | 1987 | 2012 | 2014 | 2016 | 2017 | 2021 | 2023 |